# Zabytki w Pabianicach
Zabytki Pabianic:

## Renesansowy kościół św. Mateusza

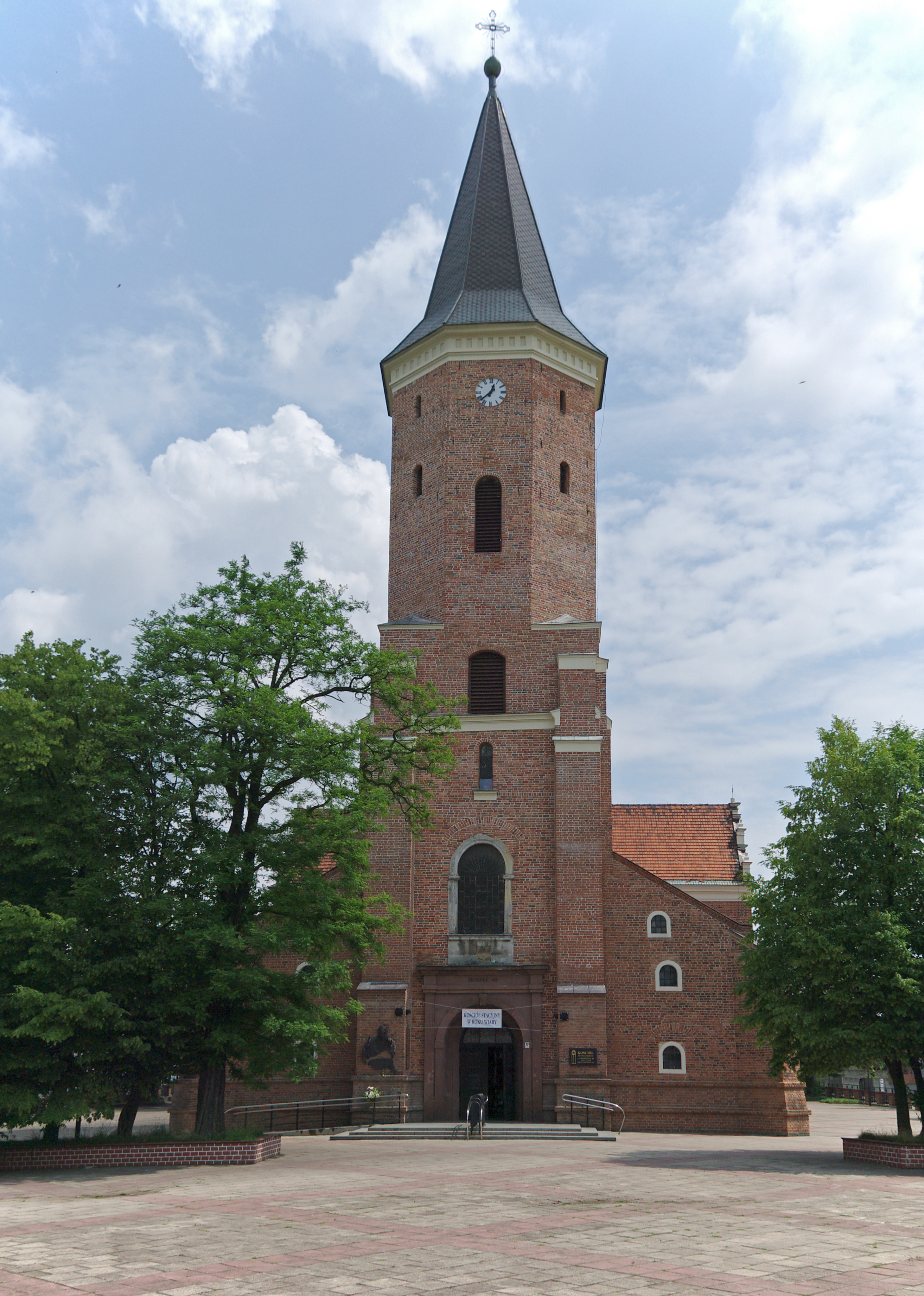
Kościół św. Mateusza

Niezbyt daleko od zachodniej pierzei Starego Rynku, przy ulicy Grobelnej 2 w Pabianicach znajduje się nieduży, lecz bardzo interesujący kościół noszący wezwanie św. Mateusza Apostoła i Ewangelisty i św. Wawrzyńca Męczennika. Drewniana budowla sakralna musiała stanąć w tym miejscu już w połowie XIV stulecia, z chwilą erygowania parafii. Kościół ten był dosyć ciasny i skromny, jak zauważył 100 lat później Jan Długosz. Gościł jednak kilkakrotnie przejeżdżających przez Pabianice królów Polski – Władysława Jagiełłę i Kazimierza Jagiellończyka, np. w 1432 roku Jagiełło zawarł tu przymierze z przedstawicielami czeskich husytów. Przy kościele już w końcu XIV wieku funkcjonowała szkoła oraz najstarszy pabianicki cmentarz. Dopiero w 1583 roku kapituła krakowska postanowiła zafundować dla swego miasteczka – centrum kwitnących dóbr, murowany kościół z prawdziwego zdarzenia. Wzniesiono go w ciągu 5 lat z cegieł z dodatkiem kamienia w stylu późnorenesansowym. Architektem był Ambroży Włoch, rodem z Płocka, a wzorem – tamtejsza katedra. Kościół św. Mateusza jest bazylikowy, trójnawowy, zorientowany w kierunku wschodnim. Prostokątne prezbiterium zakończone jest półkolistą apsydą. Kościół ten posiada od zachodu charakterystyczną wyniosłą wieżę, ośmioboczną na podstawie czworobocznej. Do 1865 roku była ona zakończona baniastym barokowym hełmem, zastąpionym później piramidalnym nakryciem neogotyckim z krzyżem na szczycie. Ozdobą kościoła jest 6 portali. Renesansowy portal przy głównym wejściu do kościoła, znajdującym się w wieży, zdobi herb kapituły krakowskiej i miasta Pabianic – Trzy Korony. Przy innym wejściu, na północnej ścianie kościoła, odnajdziemy obok łacińskiej sentencji religijnej podpis: "Jakub Fusski, muliarz krakowski rękami własnemi wykonał (...) 1585". Jakże to dalekie od średniowiecznej skromności budowniczych gotyckich katedr! Niestety wskutek częstych pożarów kościół ten był kilkakrotnie przebudowywany w XVIII wieku i XIX wieku Po jednym z tych pożarów na placu przykościelnym ustawiono figurę św. Floriana – patrona strażaków. Interesujące jest wnętrze kościoła św. Mateusza. Możemy tu zobaczyć np. barokowy ołtarz główny z końca XVII wieku z rzeźbami świętych Bartłomieja, Wawrzyńca i Mateusza oraz obrazami Ukrzyżowania i Wniebowzięcia Marii, równie stare organy, gotycką jeszcze chrzcielnicę, barokowe krucyfiksy, obrazy, relikwiarz. Interesujące są dwie tablice pamiątkowe z kamienia ku czci kanoników – fundatorów kościoła (z 1588 roku) oraz księżnej Judyty (z XVII wieku). Spośród płyt nagrobnych w tym kościele najciekawszy jest nagrobek wykonany z czerwonego marmuru poświęcony zmarłej w 1613 roku córeczce dzierżawcy dóbr pabianickich – Annie Sułowskiej. Polski napis wzorowany jest na trenach Jana Kochanowskiego.
Więcej: Kościół św. Mateusza Apostoła i Ewangelisty i św. Wawrzyńca Męczennika w Pabianicach

## Renesansowy dwór obronny kapituły krakowskiej w Pabianicach

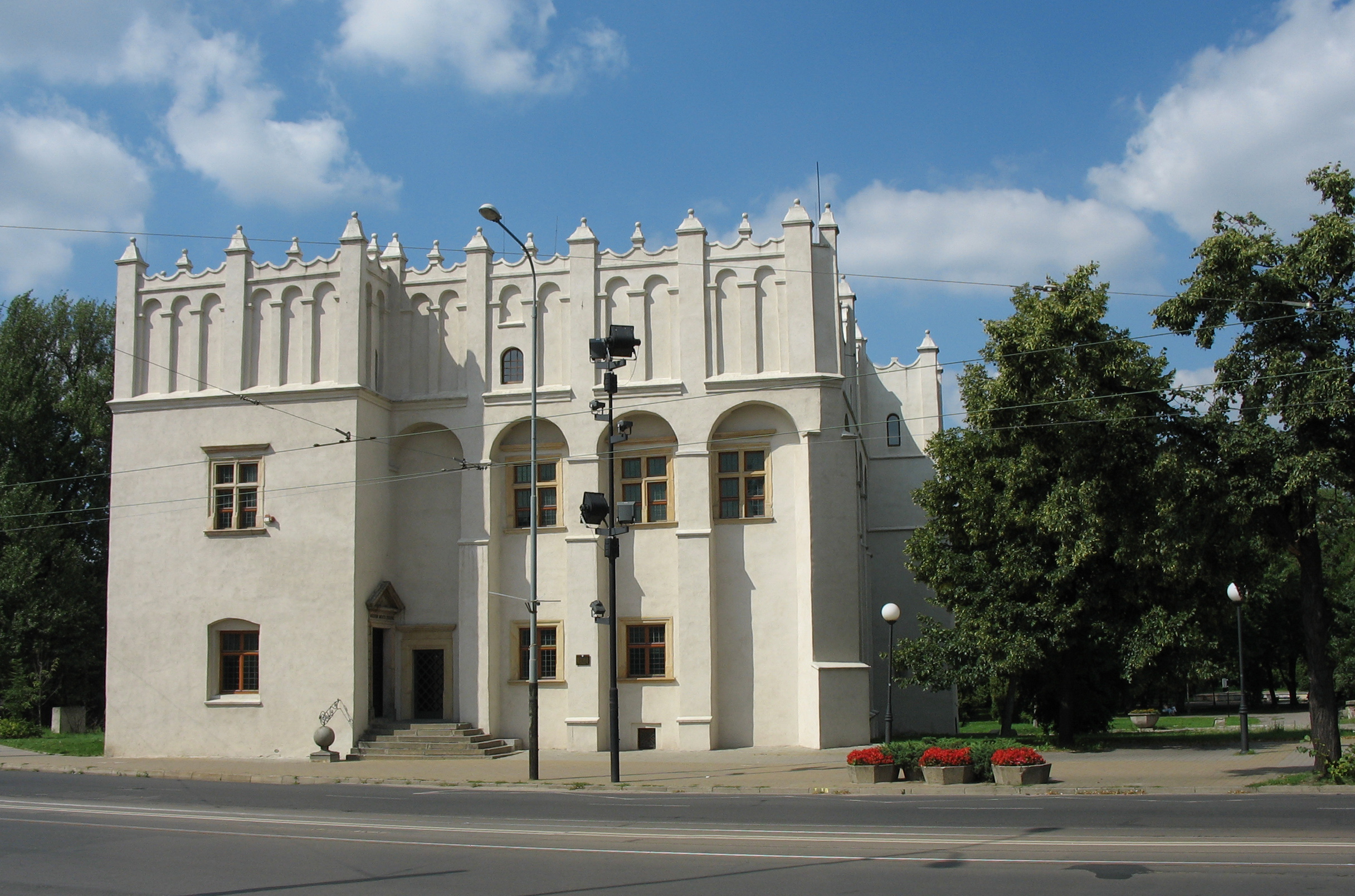
Dwór obronny kapituły krakowskiej w Pabianicach

Opuszczając kościół św. Mateusza, po drugiej stronie ulicy Zamkowej stoi najcenniejszy z pabianickich zabytków – dawny dwór obronny kapituły krakowskiej, gdzie rezydowali tenutariusze i starostowie pabianiccy. Swą siedzibę ma tu od lat pabianickie Muzeum Regionalne ze zbiorami historycznymi i archeologicznymi. Na zapleczu zamku, nad rzeczką Dobrzynką, rozciąga się obecnie park im. Juliusza Słowackiego, założony na początku XX wieku. To nieduże prywatne miasteczko funkcjonowało długo w cieniu rezydencji właścicieli. Drewniany dwór kapituły musiał stać gdzieś w pobliżu dzisiejszego zamku już przynajmniej w pierwszej połowie XIV wieku, gdy ustanowiono tu ośrodek zarządu dóbr. Na przełomie XIV i XV wieku znajdował się tu dom – rezydencja, zwany potem starym, w którym znajdowało się 7 komór, świetlica dla czeladzi i komnata z kominem. Być może to tu kanonicy gościli króla Jagiełłę a potem jego syna? Budynek ten spłonął w pożarze z 1532 roku. Stary dom szybko przestał wystarczać kanonikom, bo już w latach 1510–1513 zbudowano nowy, zwany wielkim. Budulcem i tu było drewno. Dwór posiadał 4 wieżyczki obronne, obszerną salę z 2 alkierzami po bokach, dużą i małą izbę, dużą i małą komnatę, obszerną piwnicę, a nawet szyby w oknach i wygódki z bieżącą wodą. Budynek ten także nie przetrwał próby czasu, gdyż strop wielkiej sali trzeba było podeprzeć filarem a dom, zbudowany na grząskim gruncie, zaczął się pochylać. Żaden z tych budynków nie doczekał naszych czasów. Zachowała się za to renesansowa rezydencja wzniesiona z cegieł w latach 1565–1571 przez architekta Wawrzyńca Lorka. Pabianicki dwór to prawdziwa perełka renesansu w wydaniu prowincjonalnym. Stanął on na wyższym i suchym miejscu. Nadano mu formę zbliżoną do najlepszych krajowych wzorów – krakowskich Sukiennic, ratusza w Sandomierzu i Szydłowcu. Dwór jest jednopiętrowy i podpiwniczony, frontem zwrócony na południe. Wzniesiony na planie kwadratu, posiada na narożu północno-wschodnim i południowo-zachodnim baszty z okienkami. Od strony zachodniej znajduje się XIX-wieczna przybudówka z okrągłą wieżyczką. Dach, składający się z 4 płaszczyzn, ukryty jest za wysoką, renesansową attyką. Od północy i południa posiada ona wnęki arkadowe, zaś z pozostałych stron – falisty wykrój. Budynek jest częściowo oszkarpowany, jak dawniejsze budowle średniowieczne o charakterze obronnym. Otwory w attyce to jednak wcale nie okienka strzelnicze, lecz pozostałość po drewnianych rynnach odprowadzających wodę z dachu, zwanych rzygaczami. Nad jednym z okien na piętrze widzimy inskrypcję głoszącą po łacinie: "Tak przemija chwała świata". Z dawnego wyposażenia zachował się w jednej z sal rokokowy kominek z XVIII wieku. Przed głównym wejściem do dworu znajdowały się niegdyś 2 fontanny w formie łabędzi. Wraz z sąsiednimi zabudowaniami był on otoczony obronną palisadą dębową z ceglaną wieżą od strony rzeczki. Na wieży zamontowano zegar, który pokazywał czas także mieszkańcom Pabianic. Dodatkowo obronność obiektu wzmacniały 2 baszty – jedna ulokowana od strony Dobrzynki i połączona z wieżą mostem zwodzonym oraz druga, przy bramie od strony miasta. Dwór otaczała ponadto fosa wypełniona wodą z rzeczki. Dla obrony budynku utrzymywano tu zaciężną załogę i armatki. Do chwili obecnej nie pozostało już nic z tych umocnień, a zachowany dwór sprawia wrażenie obszernej miejskiej kamienicy, podobnie jak np. zamek królewski w Piotrkowie Trybunalskim. W obrębie palisady funkcjonowały jeszcze, oprócz rezydencji, m.in. osobna kuchnia, stajnie dla koni i powozów, browar, tzw. "pszczelnik" z ulami, więzienie oraz łaźnia. W latach 20. XIX wieku, za czasów Królestwa Kongresowego, władze oddały bezpłatnie pomieszczenia w zamku na warsztaty napływającym tu niemieckim tkaczom. Nieco później, w 1833 roku, dwór stał się ratuszem – siedzibą władz miasta. Furkot warsztatów tkackich w dawnych komnatach symbolizował już początek nowej epoki – epoki uprzemysłowienia.

## Pabianickie domy tkaczy

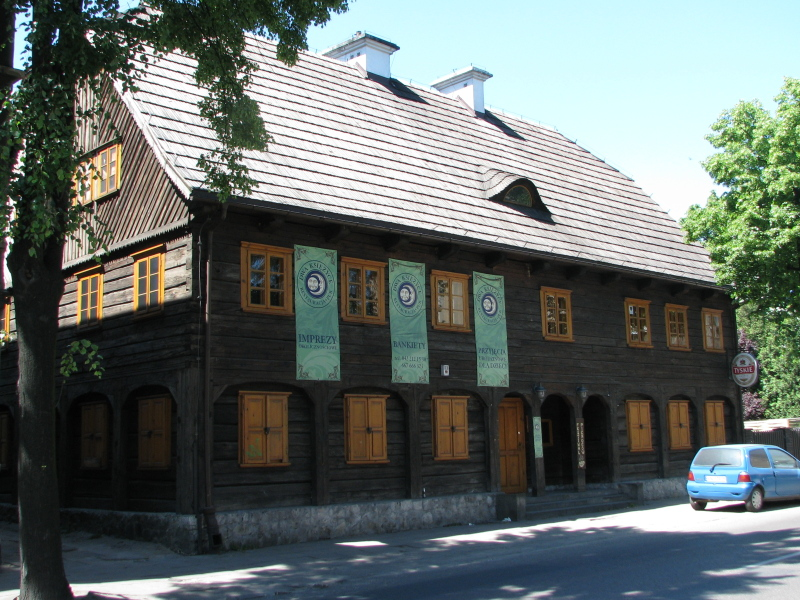
Pabianice dom tkacza

Przy ulicy św. Jana 20 w Pabianicach możemy zobaczyć, niedawno odnowiony, okazały, drewniany dom wzniesiony w stylu łużyckim w początkach XIX wieku. Dziś stanowi własność prywatną. Jest to budynek piętrowy z wysokim, dwuspadowym dachem, o konstrukcji przysłupowej, z arkadowymi wnękami wokół ścian, w środku których umieszczono okna. Dom ten określa się "domem tkacza", choć bardzo różni się od, tak samo nazywanych, skromnych, parterowych domków znanych z wielu okolicznych miasteczek. To ślad innych nieco tradycji budowlanych przyniesionych tu z zachodu przez dawnych, XIX-wiecznych kolonistów. Tkacze pabianiccy z 1 połowy XIX wieku żyli i pracowali jednak najczęściej w standardowych, niskich, długich, parterowych domach z wejściem i obszerną sienią pośrodku i trzema oknami po każdej stronie od ulicy, a czterema od podwórza. Mieściły się w nich cztery lub dwie izby – warsztaty tkackie od strony ulicy i mieszkanie rodziny z tyłu. Dachy kryte były gontem, a ściany szczytowe często budowano w tzw. pruski mur. Większość z nich była drewniana, choć obowiązywały tu od początku przepisy przeciwpożarowe nakazujące stawiać w centrum Nowego Miasta i przy ulicy Zamkowej wyłącznie domy murowane. Kilka takich XIX-wiecznych parterowych domków możemy spotkać np. przy ulicy św. Rocha. W Pabianicach powstawały wtedy także nieco inne ciągi jednopiętrowych murowanych domków z mieszkalnym poddaszem. Wznosili je właściciele największych manufaktur dla swych robotników. Domy takie można zobaczyć np. przy ul. Zamkowej 21 i 23.

## Zabudowania fabryczne zakładów bawełnianych "Krusche-Ender"

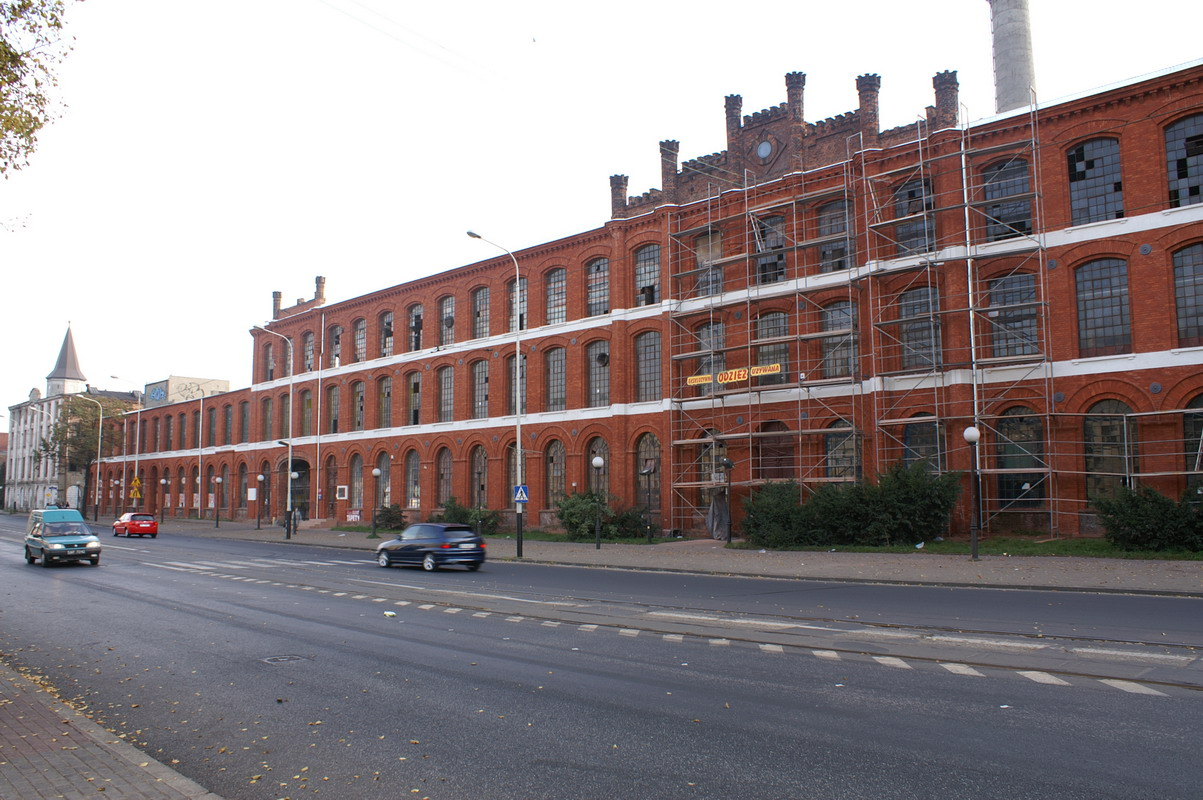
Fabryka

Po lewej stronie ulicy Zamkowej, tuż za kościołem św. Mateusza, natkniemy się na największe w mieście zabudowania fabryczne, z surowej cegły, pozostałość po włościach "królów bawełny pabianickiej" – Kruschego i Endera. Znajduje się tu monumentalna przędzalnia cienkoprzędna wybudowana w 1891 roku, a w głębi – tkalnia, farbiarnia, bielnik, drukarnia, apretura. Warto skręcić w uliczkę Lipową i dojść do Grobelnej, aby w surowej scenerii fabrycznej odetchnąć na chwilę atmosferą "Ziemi Obiecanej". 
Zakłady te w 1913 roku były czwartą firmą branży bawełnianej w Królestwie Polskim.
Jej wyroby słynęły z bardzo dobrej jakości, wielokrotnie nagradzanej na różnych wystawach od Petersburga po Wiedeń i Paryż.

## Dawne biuro zakładów "Krusche-Ender" z Prządkami

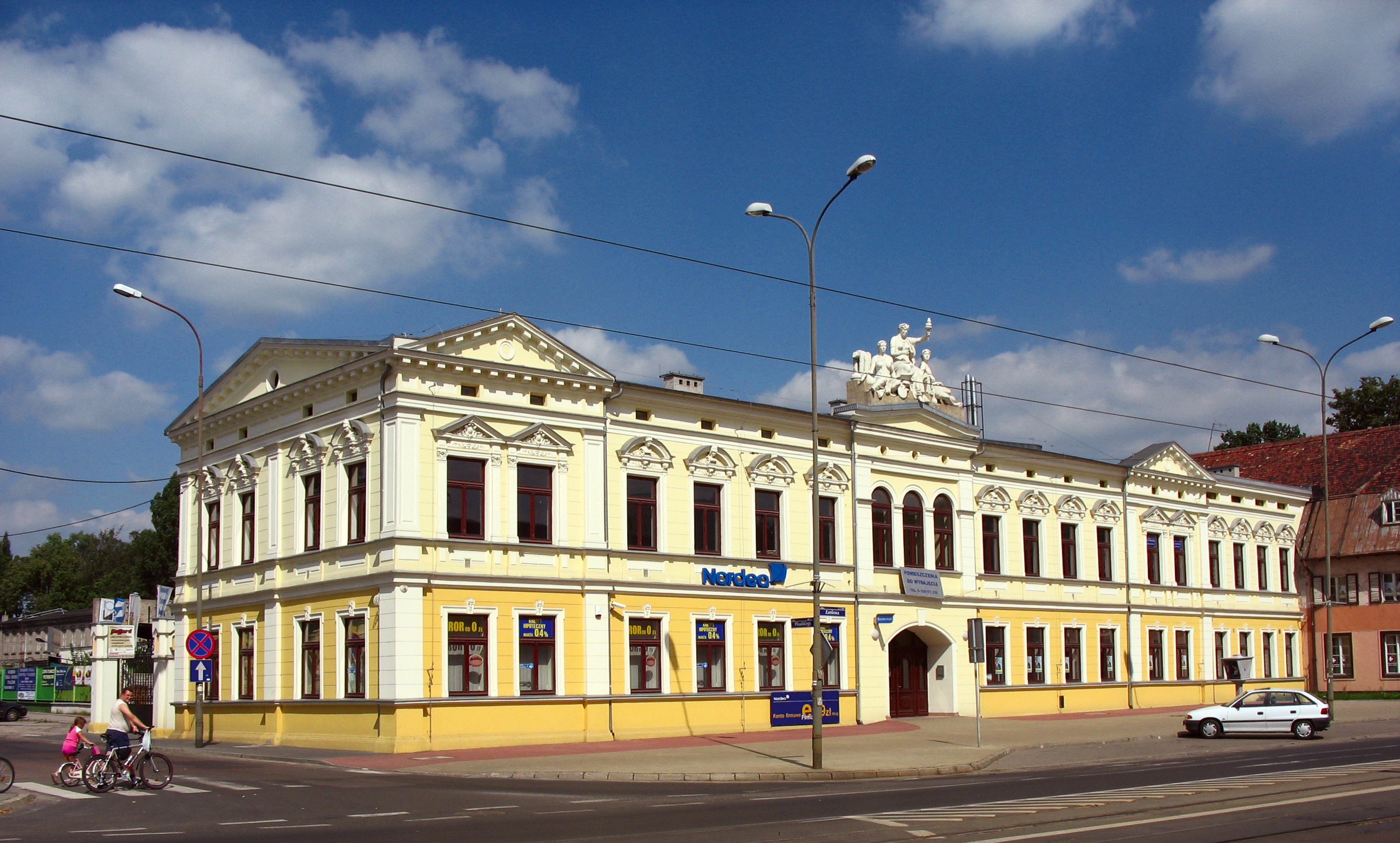
Dawne biuro zakładów "Krusche-Ender"

Po II wojnie światowej zakłady "Krusche i Ender" zostały upaństwowione i otrzymały nazwę: Pabianickie Zakłady Przemysłu Bawełnianego im. Rewolucji 1905 r. Niedawno usłyszeliśmy o ostatecznym bankructwie firmy "Pamotex S.A.", ostatniego spadkobiercy słynnej "pabianickiej bawełny". Na tej samej wysokości, co dawne budynki fabryczne Kruschego i Endera, lecz po przeciwnej stronie ulicy Zamkowej, możemy podziwiać dawne biuro główne oraz kantor tych zakładów. Jest to okazały dwupiętrowy budynek wzniesiony w 1865 roku w stylu neorenesansowym. Szczyt fasady środkowej części gmachu zdobi oryginalna rzeźba trzech prządek, jeden z symboli nowoczesnych Pabianic. 
Budynek ten, do niedawna bardzo zaniedbany, przeszedł w prywatne ręce i doczekał się konserwacji.

## Pałac rodziny Enderów

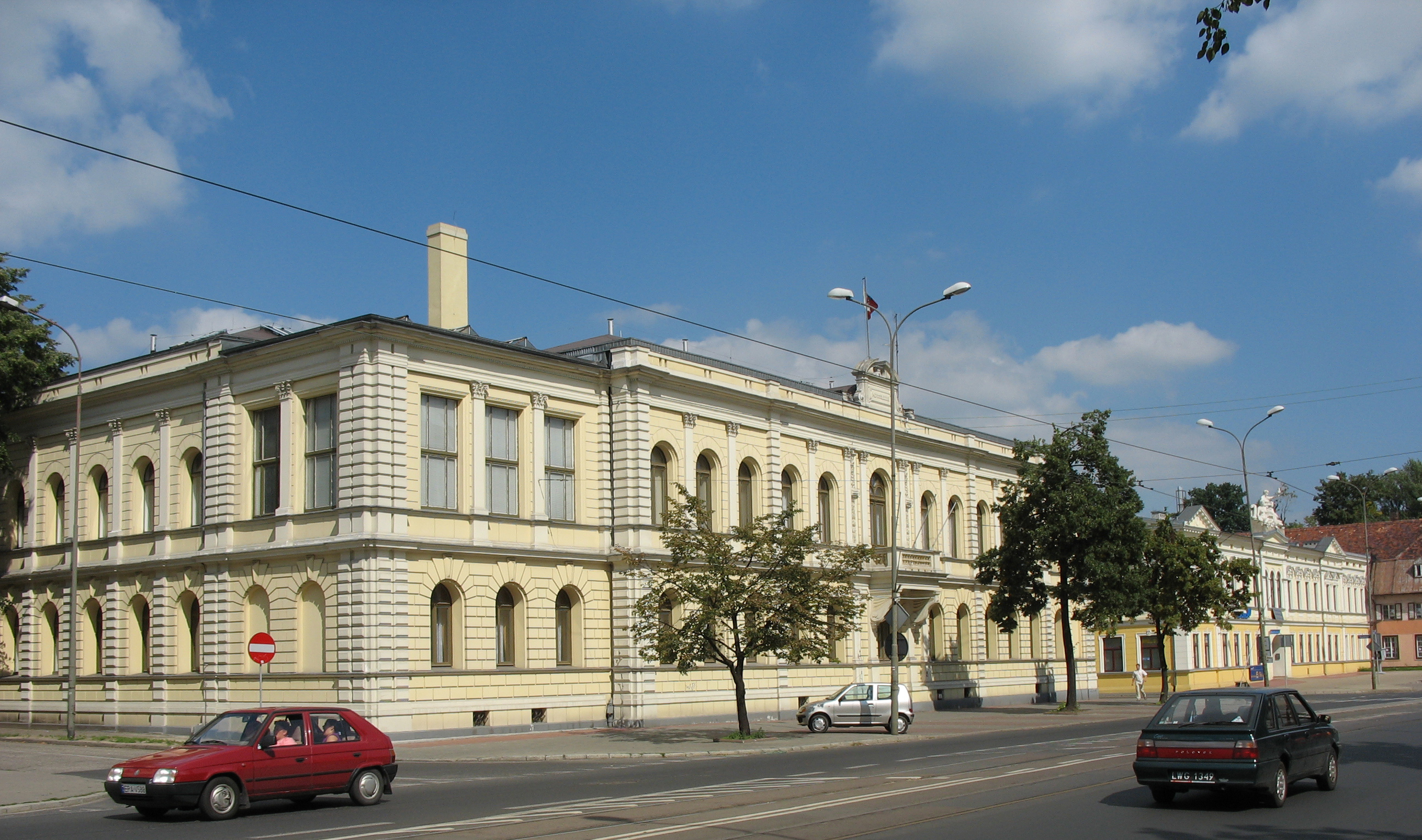
Pałac rodziny Enderow

Tuż obok "prządek", po przeciwnej stronie skrzyżowania z ulicą Józefa Piłsudskiego, znajduje się najwspanialsza rezydencja fabrykancka Pabianich – dawny pałac rodziny Enderów wzniesiony w stylu eklektycznym w 1883 roku Właściciele zgromadzili tu bogatą kolekcję dzieł sztuki – zabytkowe meble, obrazy, drzeworyty, miedzioryty, przedmioty sztuki orientalnej. Przebogate wnętrza, które posłużyły Wajdzie dla ukazania bogactwa i pychy XIX-wiecznych łódzkich fabrykantów – dorobkiewiczów, stanowią dziś siedzibę władzy samorządowej – pabianickiego starostwa powiatowego. Nad pałacem powiewa chorągiew ze świeżo zaprojektowanym herbem powiatu pabianickiego. Obok trzech koron z herbu miejskiego widzimy tu połówki orła i lwa z dawnego godła ziemi sieradzkiej. Dzięki funkcjom urzędowym wnętrza pałacu zachowane są w dobrym stanie i częściowo dostępne dla zwiedzających. 

## Pałac Kruschego
Nieco wcześniej niż Pałac Enderów zbudowano neoklasycystyczny Pałac Kruschego, który znajduje się przy ulicy św. Jana 4. 
W chwili obecnej mieści się w nim Urząd Stanu Cywilnego. Dzięki funkcjom urzędowym wnętrza pałacu zachowane są w dobrym stanie i częściowo dostępne dla zwiedzających. 

## Pałac Kindlerów
Rezydencja rodziny Kindlerów znajdowała się po przeciwnej stronie ulicy Zamkowej. Dziś pałac ten zajmuje Urząd Skarbowy.

## Kościół ewangelicki św. Piotra i Pawła

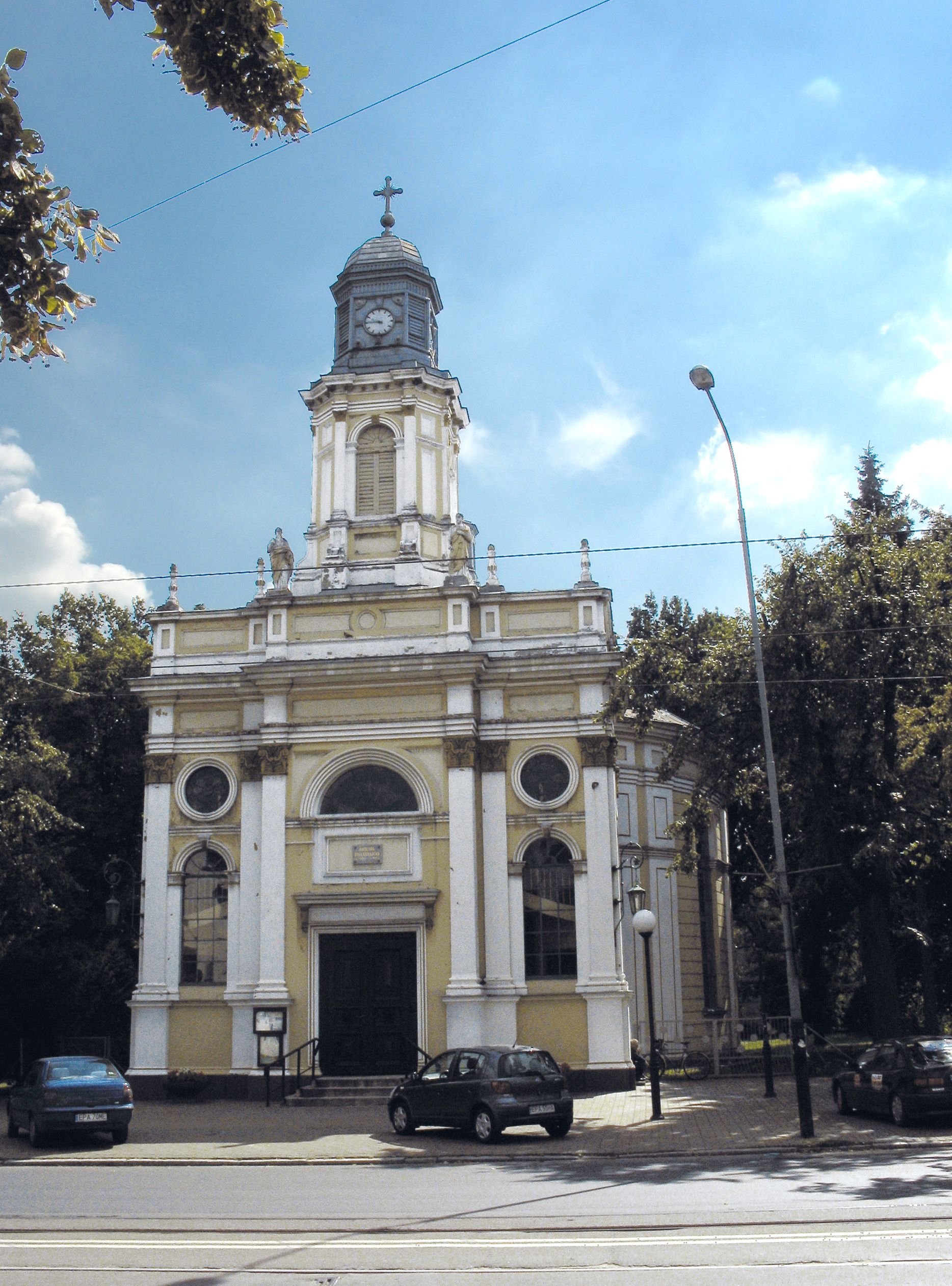
Kościół ewangelicki

Stoi on w dzisiejszym centrum miasta, przy skrzyżowaniu ulic Zamkowej i Kilińskiego, naprzeciw SDH "Trzy Korony". To niedawno odnowiony kościół św. Piotra i św. Pawła, przeznaczony od samego początku swego istnienia dla pabianickich ewangelików, zwolenników Reformacji zapoczątkowanej przez ks. dr. Marcina Lutra. Niemcy – ewangelicy, głównie tkacze, zaczęli licznie napływać do Pabianic w latach 20. XIX w. W 1 połowie XIX w. odsetek protestantów wśród ludności Pabianic bardzo wzrósł, osiągając w 1848 roku 34%. W okresie uprzemysłowienia napływ polskich robotników do pracy w pabianickich fabrykach zmienił te proporcje. Przed wybuchem II wojny światowej Niemcy byli trzecią po Polakach i Żydach grupą narodowościową w Pabianicach i stanowili niespełna 10% ludności. Początkowo nabożeństwa luterańskie odprawiano w jednej z sal pabianickiego zamku. Z chwilą wytyczenia Nowego Miasta oddano gminie ewangelickiej obszerny plac sąsiadujący z Nowym Rynkiem. Murowany kościół zbudowano tu w latach 1827–1831. Został on następnie znacznie powiększony i przebudowany w latach 1875–1876. Dodano wtedy neorenesansową wieżę. Poszczególni fabrykanci fundowali to witraż, to balustradę. Pabianicki kościół ewangelicki ma klasycystyczną fasadę i nietypowy kształt – rotundowy na planie krzyża. Wieńczy go stożkowy dach z tzw. latarnią na szczycie.
Warto zwiedzić kościół pod wezwaniem Najświętszej Marii Panny Różańcowej, który stoi na sztucznie usypanym wyniesieniu, nieco w głębi ulicy Zamkowej, pod numerem 39 w Pabianicach. Wyglądem przypomina on świątynię pod tym samym wezwaniem wybudowaną w Łodzi przy Placu Kościelnym. Kościół NMP w Pabianicach powstał nieco później. Był budowany stopniowo od 1898 roku do lat 20. XX w. Wyświęcono go w 1903 roku. Budowla ta reprezentuje, lansowany w tych latach, sztuczny, historyzujący styl zwany "gotykiem nadwiślańskim". Mimo że to tylko neogotyk, kościół robi jednak wrażenie swą wyniosłością i strzelistością. W środku można obejrzeć utrzymane w tym samym stylu ołtarze poświęcone Matce Boskiej Różańcowej, Sercu Jezusowemu i św. Józefowi, piękne witraże oraz malowidła autorstwa S. Dyzmańskiego. Najstarszym elementem wyposażenia jest XVIII-wieczny krucyfiks. Kościół ten wzniesiono na potrzeby polskich robotników pabianickich fabryk w okresie apogeum uprzemysłowienia. Dużą część kosztów jego budowy pokryły firmy "Krusche i Ender" oraz "R. Kindler", kierowane przez stuprocentowych protestantów. Po przeciwnej stronie ulicy Zamkowej, na zachód od obecnej ulicy kardynała Stefana Wyszyńskiego, znajdowało się osiedle domów robotniczych dla robotników zakładów "Krusche i Ender", wybudowane z inicjatywy Augusty z Kruschów Enderowej w latach 80. XIX w. Domki te, zwane famułami, były murowane, parterowe, do każdego z nich przylegał nieduży ogródek. Fabrykanci pabianiccy zbudowali dla swych robotników także szpitale, szkoły, biblioteki, ochronkę dla dzieci, stadion sportowy oraz zakład kąpielowy. Większość tych budynków stoi po dziś dzień, często pełniąc nadal swe pierwotne funkcje. W miejscu dawnego osiedla "famułów" stoją dziś wieżowce.

## Cmentarz żydowski w Pabianicach
Niemal naprzeciwko kościoła św. Maksymiliana, na rogu ulic Jana Pawła II i J. Śniadeckiego, za wysokim betonowym parkanem, znajduje się pabianicki cmentarz żydowski. Jest on dosyć obszerny i dobrze zachowany. Spoczywa tu wielu zasłużonych pabianiczan wyznania mojżeszowego, np. rodzina wspomnianego już Maksymiliana Barucha. Średniowieczne miasteczko Pabianice, jako własność instytucji kościelnej, miało przywilej zakazujący Żydom osiedlania się w ich granicach. Pojawili się tu więc dopiero w końcu XVIII w., za czasów pruskich. Starozakonni zaczęli napływać liczniej od początku uprzemysłowienia. W 1836 roku powstała w Pabianicach gmina żydowska. Formalnie jednak aż do 1862 roku obowiązywał zakaz osiedlania się Żydów przy Starym Rynku, ulicach sąsiadujących z kościołem oraz na Nowym Mieście. W praktyce był on omijany. W 1849 roku Żydzi stanowili już 15% ludności miasteczka, a potem liczba ta jeszcze wzrosła. Zajmowali się drobnym i wielkim handlem, niektórymi rzemiosłami oraz finansami, nakładem i przemysłem. Kilka kupieckich i rzemieślniczych rodzin żydowskich, np. Baruchowie, Poznańscy, Lewiccy, dołączyło w XIX w. do elity przemysłowców pabianickich.